# Гуарульюс (аэропорт)
Международный аэропорт Гуарульюс (порт.  Aeroporto Internacional de São Paulo/Guarulhos – Governador André Franco Montoro) также известен под названием Аэропорт Кумбика (Aeroporto de Cumbica) (Код ИАТА: GRU) — главный аэропорт города Сан-Паулу, самый загруженный аэропорт Бразилии, расположен в районе Кумбика, в городе Гуарульюс (штат Сан-Паулу). Аэропорт находится в 25 км от центрального района Сан-Паулу. С 1985 года потеснил позиции аэропорта Конгоньяс, который имел статус основного аэропорта Сан-Паулу.
Узловой аэропорт в Южной Америке, Гуарульюс — самый загруженный аэропорт Бразилии с пассажирооборотом в 21 607 303 человека (приблизительно одна шестая всех пассажиров, проходящих через бразильские аэропорты.) и 209 638 авиаперелётов в 2009 году. По грузовым перевозкам является вторым самым загруженным аэропортом в Латинской Америке, уступая только международному аэропорту Эльдорадо города Богота. Он также является 36-м самым загруженным аэропортом в мире. Однако, этот аэропорт был помещен журналом Forbes в январе 2008 года на третье место в мире по числу отсроченных полётов.
Включает 3425 акров (14 км²), из которых 5 км² — урбанизированная область, у инфраструктуры аэропорта есть своя собственная система шоссе: шоссе Хелио Смидта (Rodovia Helio Smidt) из аэропорта связано с шоссе Президента Дутры (Rodovia Presidente Dutra) и шоссе Айртона Сенны (Rodovia Ayrton Senna).
Всё пассажирское движение разделено между двумя терминалами (TPS1 и TPS2). С 260 стойками регистрации аэропорт является доступным 24 часа в сутки. 39 национальных и международных авиалиний вылетают из аэропорта Гуарульюс в 28 разных стран, так же как больше чем в 100 городов в Бразилии и мира. Air China — новейшая авиалиния начала в декабре 2009 году полёты в Китай.
Планы аэропорта призывают к строительству двух дополнительных терминалов (TPS3 и TPS4) и третьей взлётно-посадочной полосы, приводя аэропорт к полной мощности для грузовых операций и пассажиров.
28 ноября 2001 года федеральным законом название аэропорта было изменено, и теперь носит официальное название «Aeroporto Internacional de São Paulo/Guarulhos — Governador André Franco Montoro» в честь бывшего губернатора государства Сан-Паулу Андре Франко Монторо, скончавшегося в 1999 году. Официальное название почти никогда не используется местными жителями, которые обычно именуют его как Аэропорт Гуарульюс, или просто как Кумбика. Непосредственно через южный конец аэропорта проходит южный тропик.
Пропускная способность аэропорта составляет 20,5 миллионов пассажиров в год. Гуарульюс в настоящее время работает с ограничениями пропуска максимум 45 операций/час, являющийся одним из этих двух аэропортов в Бразилии с такими ограничениями.

## Авиапроисшествия и инциденты
- 21 марта 1989 года рейс 801 авиакомпании Transbrasil, грузовой Боинг 707-349C регистрация PT-TCS, летевший из Манауса в аэропорт Галеан города Рио-де-Жанейро[уточнить], потерпел крушение в районе Вила Баррос (Vila Barros) в Гуарульюсе незадолго до приземления на взлётно-посадочной полосе 09R. В тот день в 12:00 взлётно-посадочную полосу собирались закрыть для обслуживания, и команда решила ускорить процедуры к приземлению перед закрытием (это уже было в 11:54). Второпях, один из членов команды, по ошибке, активизировал динамические воздухом тормоза, и самолёт потерял слишком много скорости, чтобы иметь достаточную аэродинамическую поддержку. Как следствие самолёт потерпел крушение приблизительно в двух километрах от аэропорта. На борту было три члена экипажа. 22 человека погибли на земле. Кроме того, в результате крушения пострадало более чем 100 человек, находившихся на земле.
- 14 сентября 2002 года авиакомпания Total Linhas Aéreas, регистрация ATR 42 312 PT-MTS грузовой рейс, разбился вскоре после набора высоты около Паранапанемы. Двое человек погибли.

## Общественный транспорт

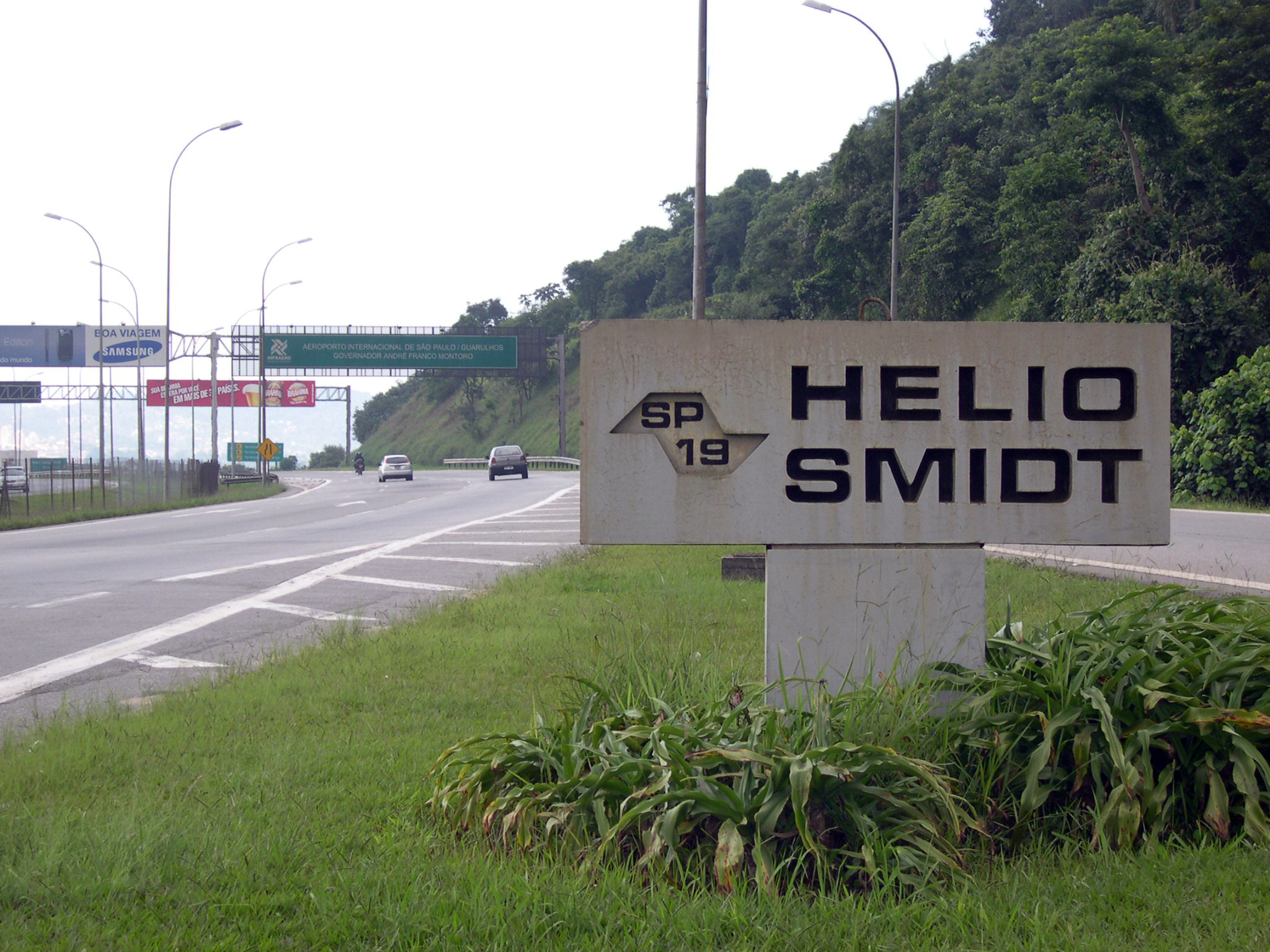
Шоссе Хелио Смидта

Есть несколько вариантов доехать из Сан-Паулу до аэропорта Гуарульюс. Самый недорогой способ — воспользоваться автобусным сообщением. Есть общественный автобус, который ходит каждые 30 минут и прибывает на автобусный вокзал Tatuapé, который соединён с общественным транспортом и системой метро. Билетные кассы для этого автобусного сообщения могут находиться в области прибытия, а также рядом с терминалом 1 и терминалом 2.
Кассы такси расположены вне этих двух терминалов. Плата за проезд может быть оплачена предварительно в этих кассах. Отдавая предпочтение такси, необходимо удостовериться в том, что таксист обнулил счётчик. Время в пути до центра города Сан-Паулу составляет приблизительно 30 минут в зависимости от движения. Вообще, поездка стоит приблизительно 50,00$. В аэропорту также имеются автомобильные парковки. На машине легко можно добраться до аэропорта, используя шоссе Айртона Сенны (Rodovia Ayrton Senna), либо шоссе Президента Дутры (Rodovia Presidente Dutra) со знаками, указывающими путь.

## Перспективы развития

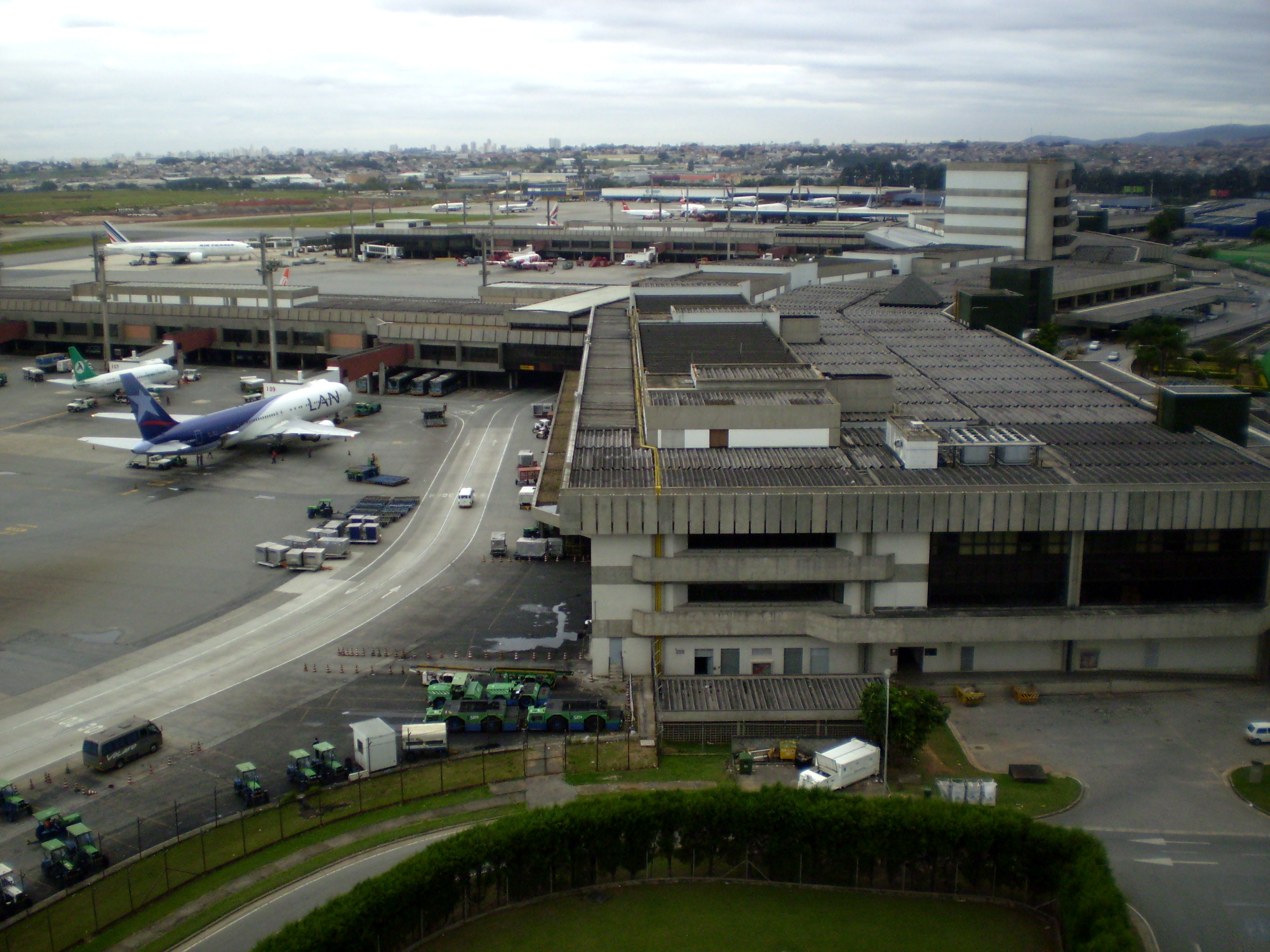
Панорамный вид аэропорта

31 августа 2009 года Infraero представил план модернизации международного аэропорта Гуарульюс, сосредоточившись на приготовлениях к чемпионату мира по футболу 2014 года, который будет проходить в Бразилии. Таким образом будут вложены инвестиции в:
- Строительство дальнейших рулёжных дорожек. Стоимость 19,0[чего?]. Завершение: апрель 2011
- Расширение передника и рулёжных дорожек. Стоимость 370,5. Завершение: июль 2011
- Строительство пассажирского терминала 3. Стоимость 1100,0. Завершение: март 2014

Центральным вложением в этом плане является третий терминал, который добавит ещё 12 миллионов пассажиров к 17 миллионам из уже существующих двух терминалов. Долгосрочный план также предусматривает четвёртый терминал. Генеральный план предусматривает увеличение до 25 миллионов пассажиров ежегодно к 2013 году. Планы относительно третьей взлётно-посадочной полосы сочли технически невыполнимыми и отменены в январе 2008 года. Главным центром Infraero был третий терминал и развитие аэропорта Виракопус в попытке уменьшить давление на аэропорты Сан-Паулу.
Строительство железнодорожного сообщения аэропорта с городом и высокоскоростного поезда, соединяющие аэропорт с Рио-де-Жанейро и город Кампинас вместе со всеми этими городами главные аэропорты (особенно Виракопус), который планируется сделать самым большим аэропортом страны к 2025 году с пропускной способностью более чем 60 миллионов пассажиров ежегодно). Больше чем 25 бразильских и международных компаний выразили интерес в развитии этого проекта.

## Галерея

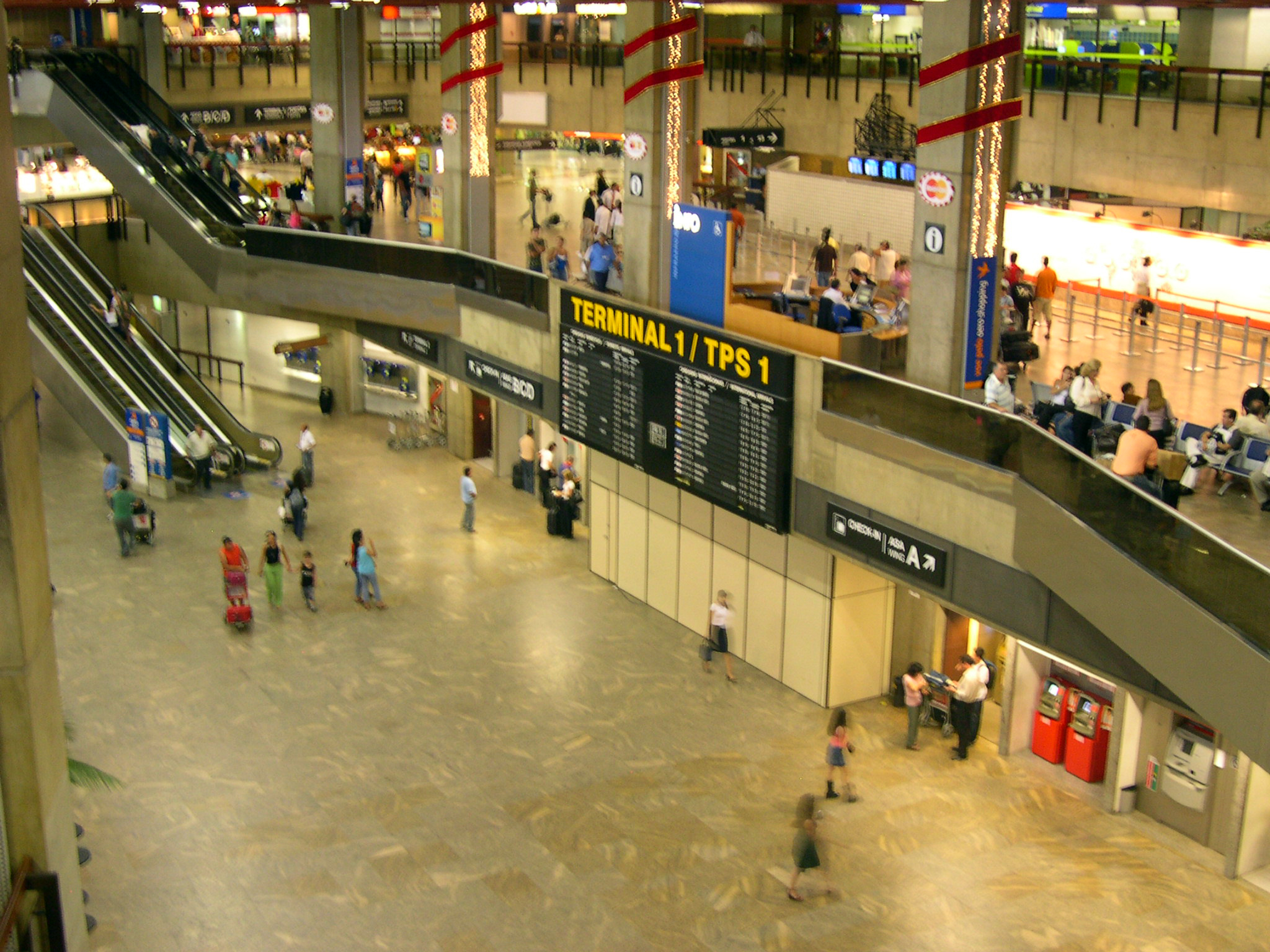
Терминал 1. Вид изнутри.
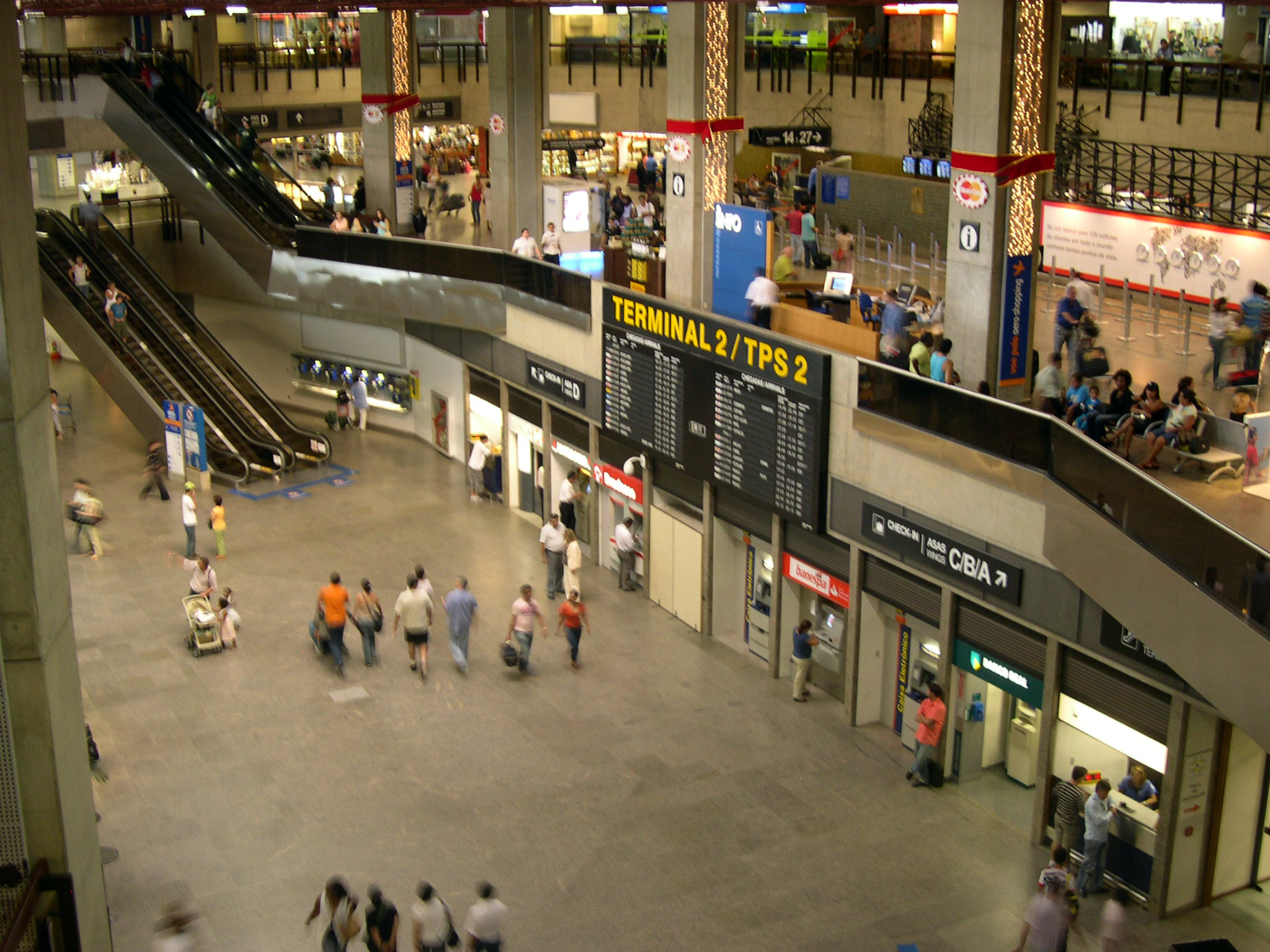
Терминал 2. Вид изнутри.
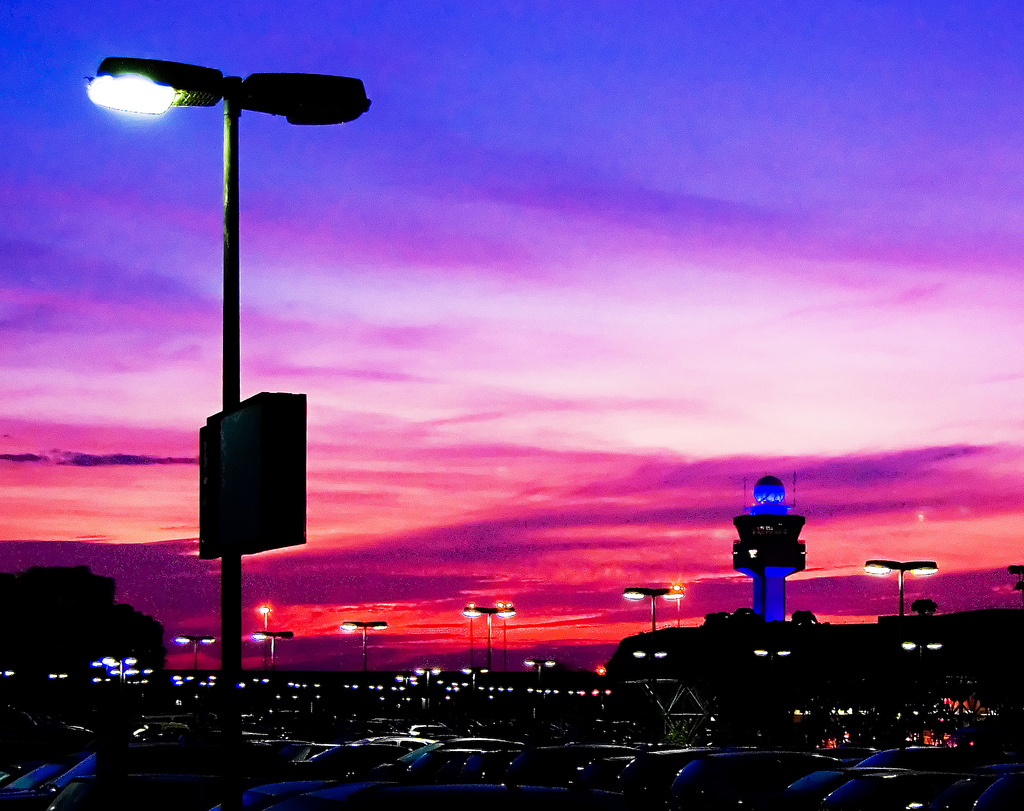
Вид при сумерках.
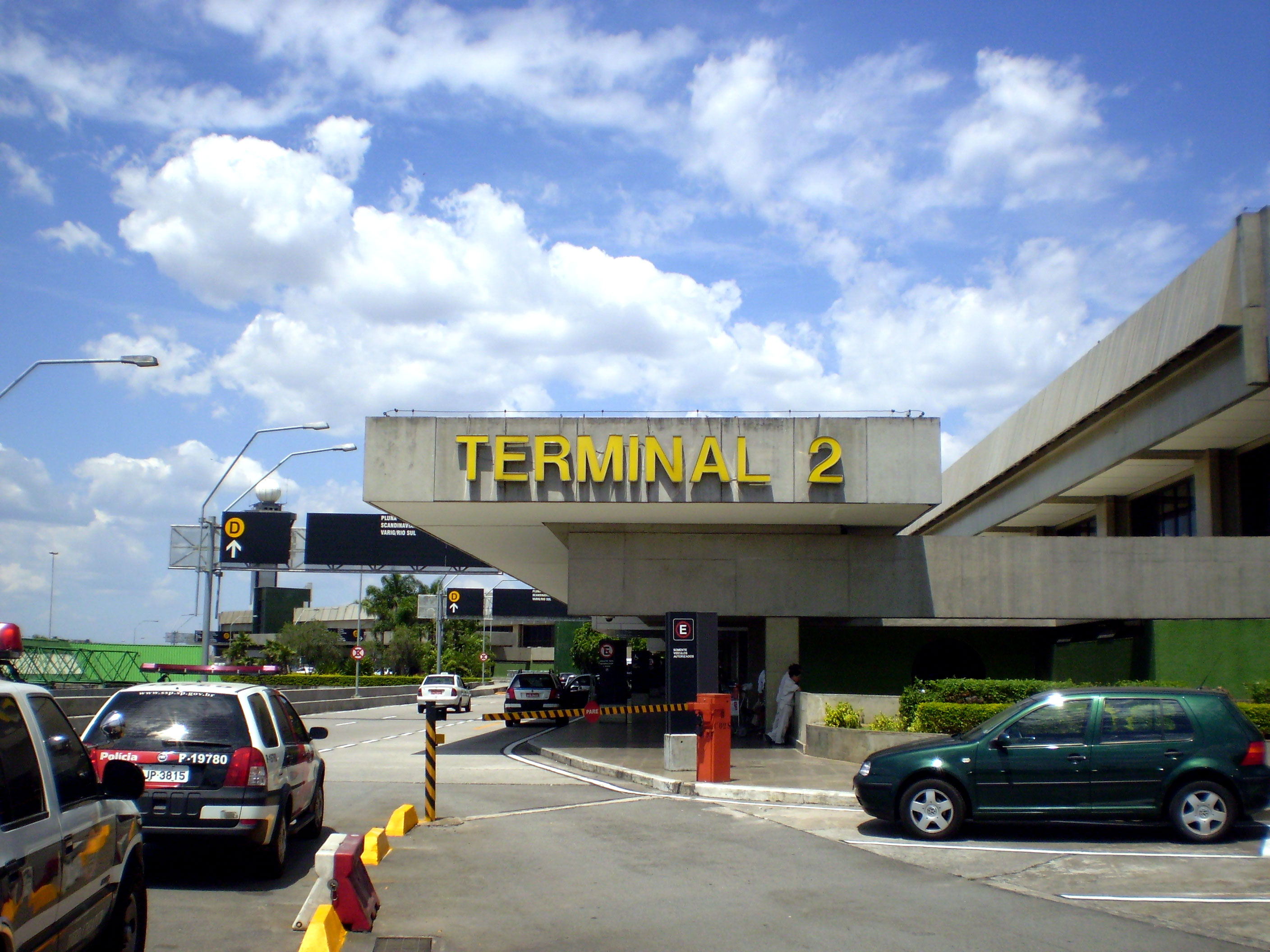
Внешний вид Терминала 2.
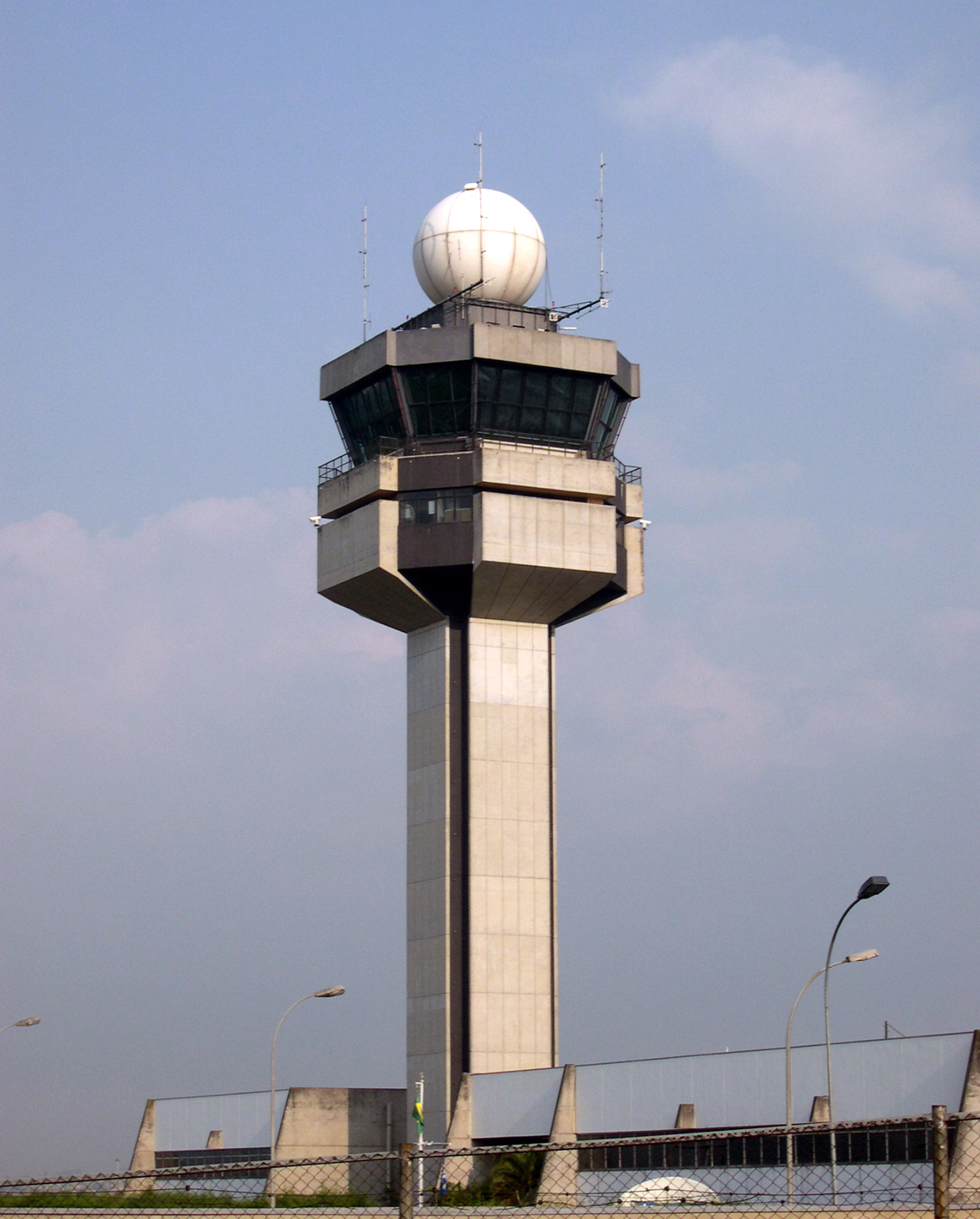
Командно-диспетчерский пункт. Вид снаружи.
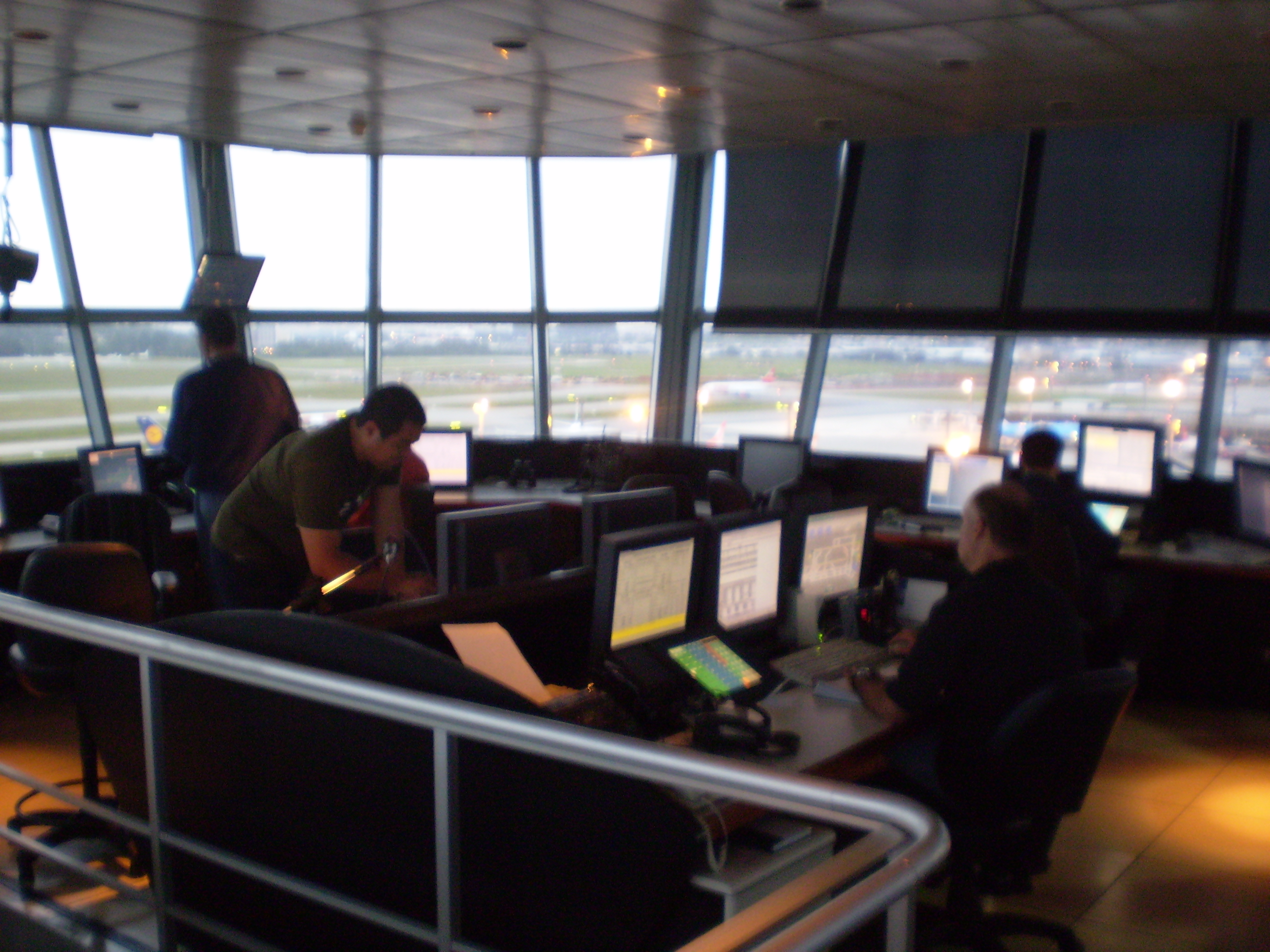
Командно-диспетчерский пункт. Вид изнутри.
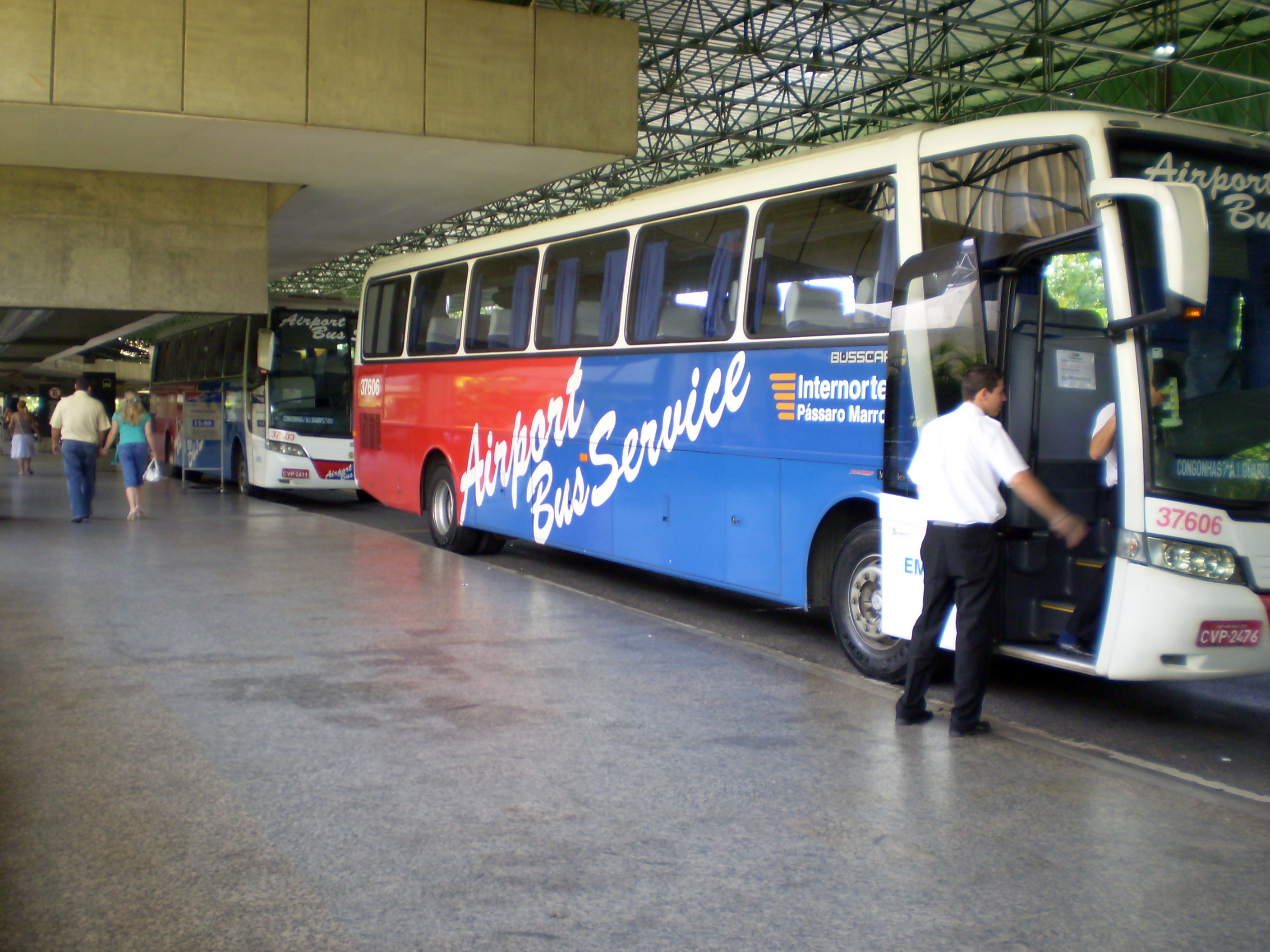
Автобусы на стоянке аэропорта.